# 奧氏短頜鱂脂鯉
奧氏短頜鱂脂鯉，為輻鰭魚綱脂鯉目脂鯉亞目鱂脂鯉科的其一種，分布於南美洲亞馬遜河上游流域，體長可達17公分，棲息底中層水域，生活習性不明。